# Plagne (Ain)
Pour les articles homonymes, voir Plagne.
Plagne est une commune française, située dans le département de l'Ain en région Auvergne-Rhône-Alpes.
Les habitants de Plagne s'appellent les Plagnards et les Plagnardes.

## Géographie
- Semine (rivière)

### Climat
Pour des articles plus généraux, voir Climat d'Auvergne-Rhône-Alpes et Climat de l'Ain.
En 2010, le climat de la commune est de type climat de montagne, selon une étude du CNRS s'appuyant sur une série de données couvrant la période 1971-2000. En 2020, Météo-France publie une typologie des climats de la France métropolitaine dans laquelle la commune est exposée à un climat de montagne ou de marges de montagne et est dans la région climatique Jura, caractérisée par une forte pluviométrie en toutes saisons (1 000 à 1 500 mm/an), des hivers rigoureux et un ensoleillement médiocre.
Pour la période 1971-2000, la température annuelle moyenne est de 8,9 °C, avec une amplitude thermique annuelle de 17,3 °C. Le cumul annuel moyen de précipitations est de 1 760 mm, avec 12,2 jours de précipitations en janvier et 9,5 jours en juillet. Pour la période 1991-2020, la température moyenne annuelle observée sur la station météorologique de Météo-France la plus proche, sur la commune de Giron à 5 km à vol d'oiseau, est de 8,4 °C et le cumul annuel moyen de précipitations est de 1 672,4 mm,. Pour l'avenir, les paramètres climatiques de la commune estimés pour 2050 selon différents scénarios d'émission de gaz à effet de serre sont consultables sur un site dédié publié par Météo-France en novembre 2022.

## Urbanisme

### Typologie
Au 1er janvier 2024, Plagne est catégorisée commune rurale à habitat dispersé, selon la nouvelle grille communale de densité à 7 niveaux définie par l'Insee en 2022.
Elle est située hors unité urbaine. Par ailleurs la commune fait partie de l'aire d'attraction d'Oyonnax, dont elle est une commune de la couronne,. Cette aire, qui regroupe 40 communes, est catégorisée dans les aires de 50 000 à moins de 200 000 habitants,.

### Occupation des sols
L'occupation des sols de la commune, telle qu'elle ressort de la base de données européenne d’occupation biophysique des sols Corine Land Cover (CLC), est marquée par l'importance des forêts et milieux semi-naturels (71,1 % en 2018), en diminution par rapport à 1990 (77,7 %). La répartition détaillée en 2018 est la suivante : 
forêts (71,1 %), prairies (24,2 %), zones agricoles hétérogènes (4,7 %).
L'évolution de l’occupation des sols de la commune et de ses infrastructures peut être observée sur les différentes représentations cartographiques du territoire : la carte de Cassini (XVIIIe siècle), la carte d'état-major (1820-1866) et les cartes ou photos aériennes de l'IGN pour la période actuelle (1950 à aujourd'hui).

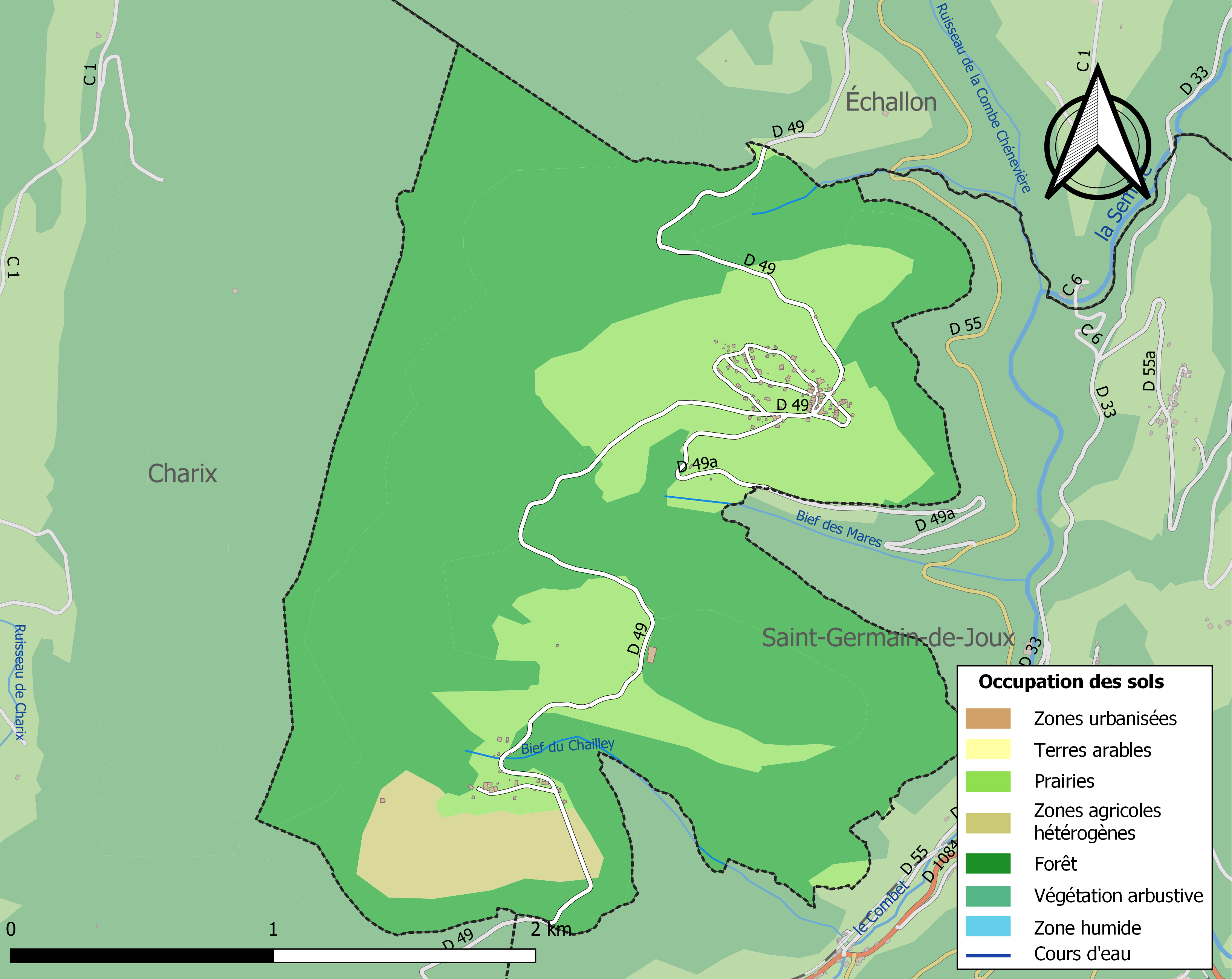
Carte des infrastructures et de l'occupation des sols de la commune en 2018 (CLC).

## Histoire

Territoire communal.

Créée en 1845 avec les hameaux de Plagne et Tré-Montréal issus de Saint-Germain-de-Joux et celui du Chaillet détaché de Charix.

### Chaillet (Challay)
Ce village, détruit depuis longtemps, « existait près du domaine de la Tour de Sylan, à l'extrémité du lac de ce nom, où se voient encore un tertre et des débris de maçonnerie mis à découvert par le soc de la charrue. »
Challay possédait, en 1308, une chapelle sous le vocable de sainte Marie-Madeleine. Elle dépendait des prieurs de Nantua (abbaye de Nantua), seigneurs du village. Elle leur produisait un revenu de 48 sous genevois.

## Politique et administration

### Découpage territorial
La commune de Plagne est membre de la communauté de communes Terre Valserhône, un établissement public de coopération intercommunale (EPCI) à fiscalité propre créé le 30 décembre 2002 dont le siège est à Valserhône. Ce dernier est par ailleurs membre d'autres groupements intercommunaux.
Sur le plan administratif, elle est rattachée à l'arrondissement de Nantua, au département de l'Ain et à la région Auvergne-Rhône-Alpes. Sur le plan électoral, elle dépend du canton de Valserhône pour l'élection des conseillers départementaux, depuis le redécoupage cantonal de 2014 entré en vigueur en 2015, et de la troisième circonscription de l'Ain  pour les élections législatives, depuis le dernier découpage électoral de 2010.

### Administration municipale
| Période                                  | Période   | Identité           | Étiquette | Qualité                                        |
| ---------------------------------------- | --------- | ------------------ | --------- | ---------------------------------------------- |
| avant 1981                               | mars 2001 | Paul Michel        |           |                                                |
| mars 2014                                | juin 2020 | Gustave Michel     |           | Retraité agricole                              |
| juin 2020                                | En cours  | Philippe Dinocheau |           | Cadre administratif et commercial d'entreprise |
| Les données manquantes sont à compléter. |           |                    |           |                                                |

## Démographie
L'évolution du nombre d'habitants est connue à travers les recensements de la population effectués dans la commune depuis 1846. Pour les communes de moins de 10 000 habitants, une enquête de recensement portant sur toute la population est réalisée tous les cinq ans, les populations de référence des années intermédiaires étant quant à elles estimées par interpolation ou extrapolation. Pour la commune, le premier recensement exhaustif entrant dans le cadre du nouveau dispositif a été réalisé en 2004.
En 2022, la commune comptait 166 habitants, en évolution de +34,96 % par rapport à 2016 (Ain : +5,15 %, France hors Mayotte : +2,11 %).
| 1846 | 1851 | 1856 | 1861 | 1866 | 1872 | 1876 | 1881 | 1886 |
| ---- | ---- | ---- | ---- | ---- | ---- | ---- | ---- | ---- |
| 294  | 253  | 256  | 246  | 237  | 220  | 202  | 185  | 191  |

| 1891 | 1896 | 1901 | 1906 | 1911 | 1921 | 1926 | 1931 | 1936 |
| ---- | ---- | ---- | ---- | ---- | ---- | ---- | ---- | ---- |
| 179  | 160  | 129  | 134  | 125  | 119  | 112  | 79   | 94   |

| 1946 | 1954 | 1962 | 1968 | 1975 | 1982 | 1990 | 1999 | 2004 |
| ---- | ---- | ---- | ---- | ---- | ---- | ---- | ---- | ---- |
| 90   | 90   | 86   | 74   | 58   | 61   | 73   | 83   | 81   |

| 2006 | 2009 | 2014 | 2019 | 2022 | - | - | - | - |
| ---- | ---- | ---- | ---- | ---- | - | - | - | - |
| 78   | 125  | 123  | 150  | 166  | - | - | - | - |

## Lieux et monuments

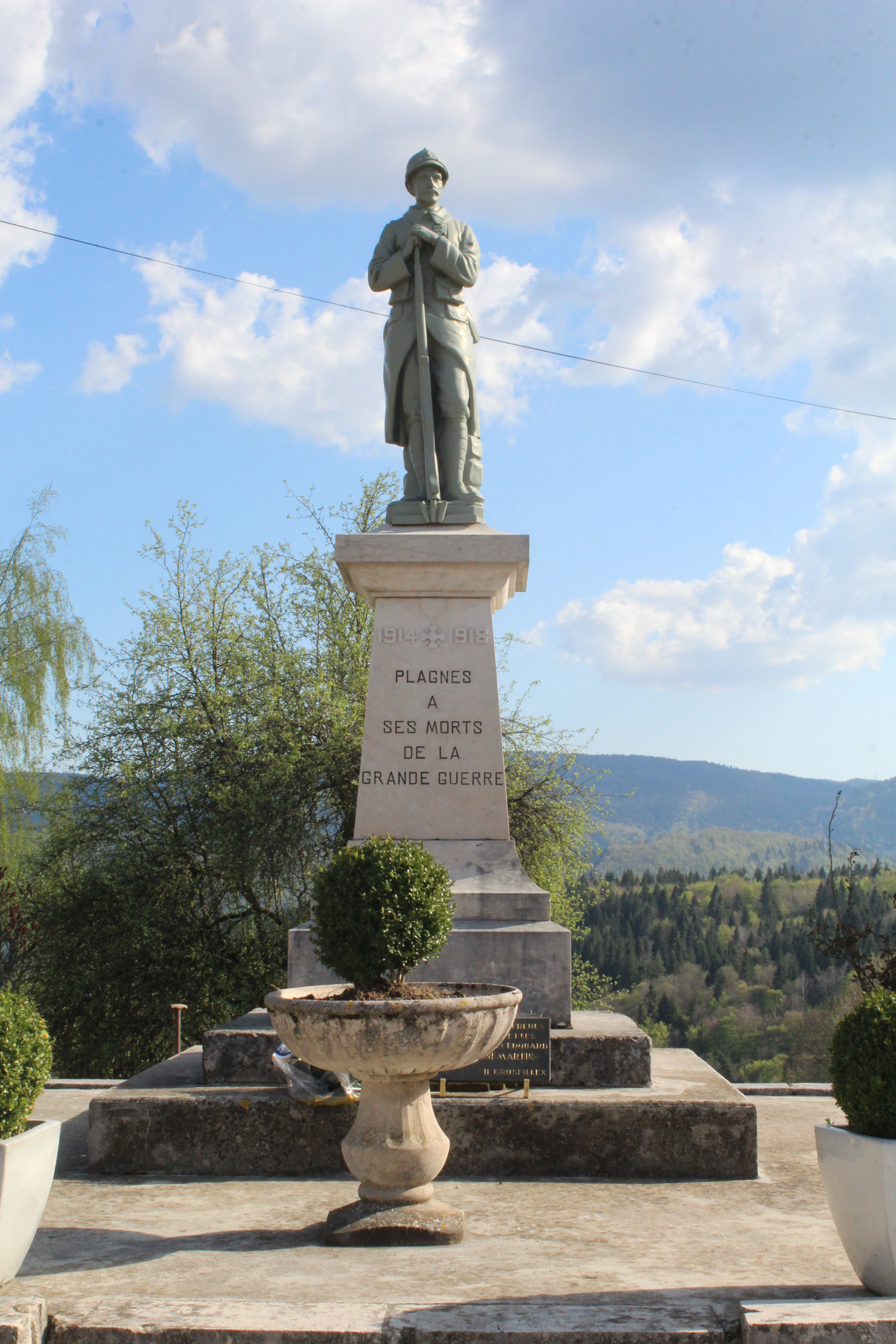
Le monument aux morts.

- Monument aux morts (Poilu au repos).
- Église de Plagne.

### Dinoplagne
Des traces de dinosaures sont découvertes à Plagne en 2009 sur un site nommé depuis Dinoplagne, ouvert au public une partie de l'année.

Empreintes de dinosaures
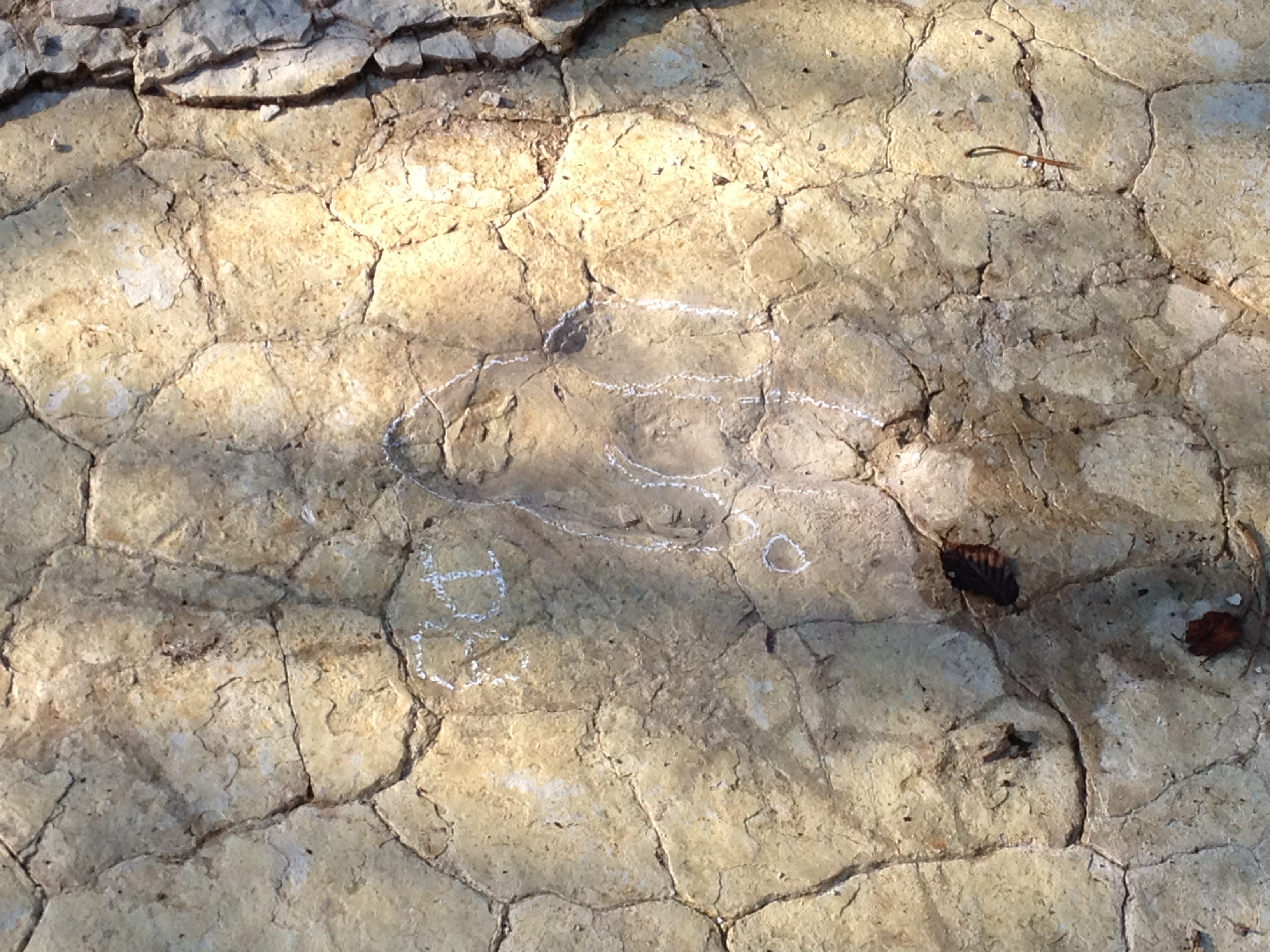
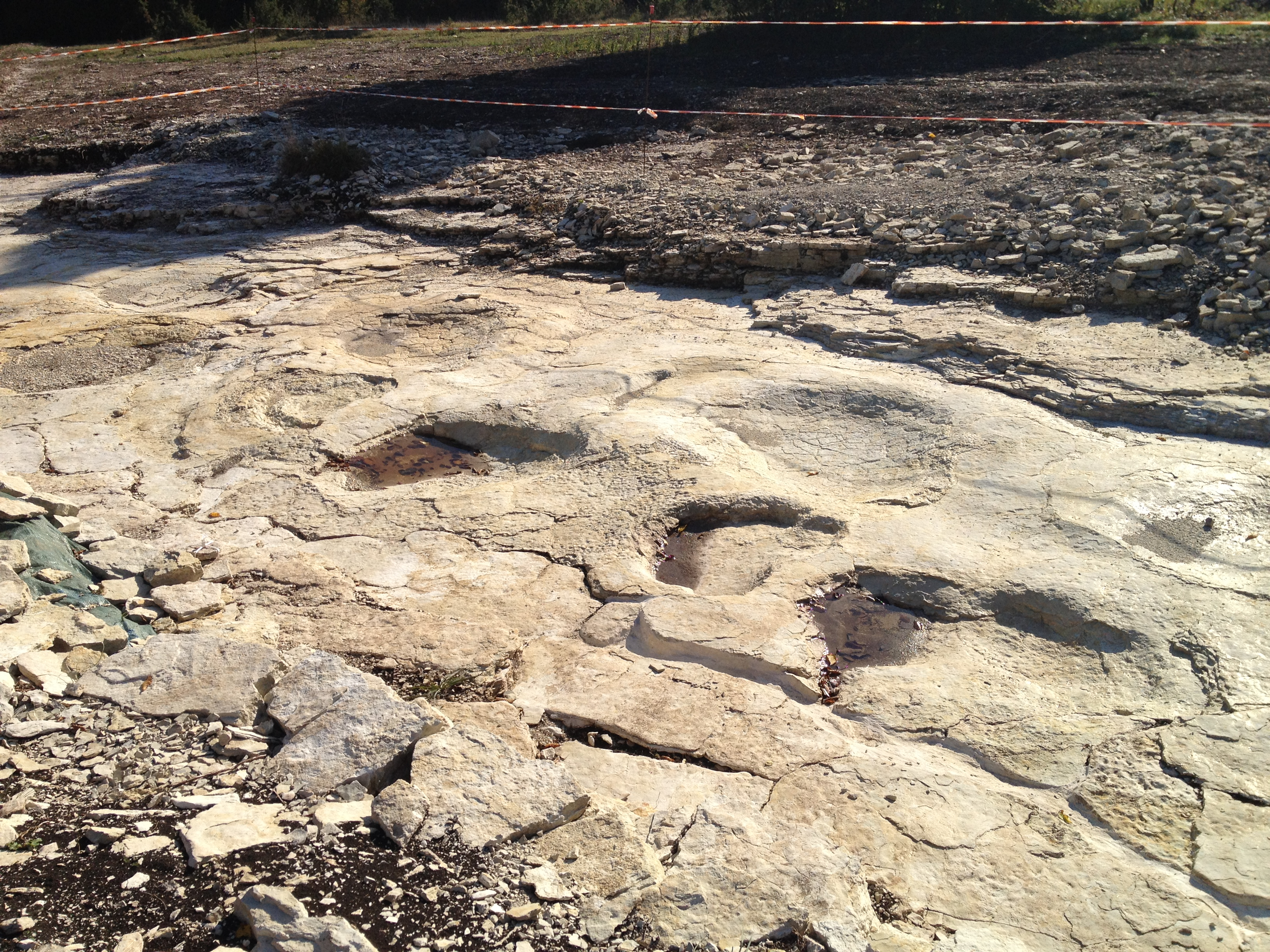
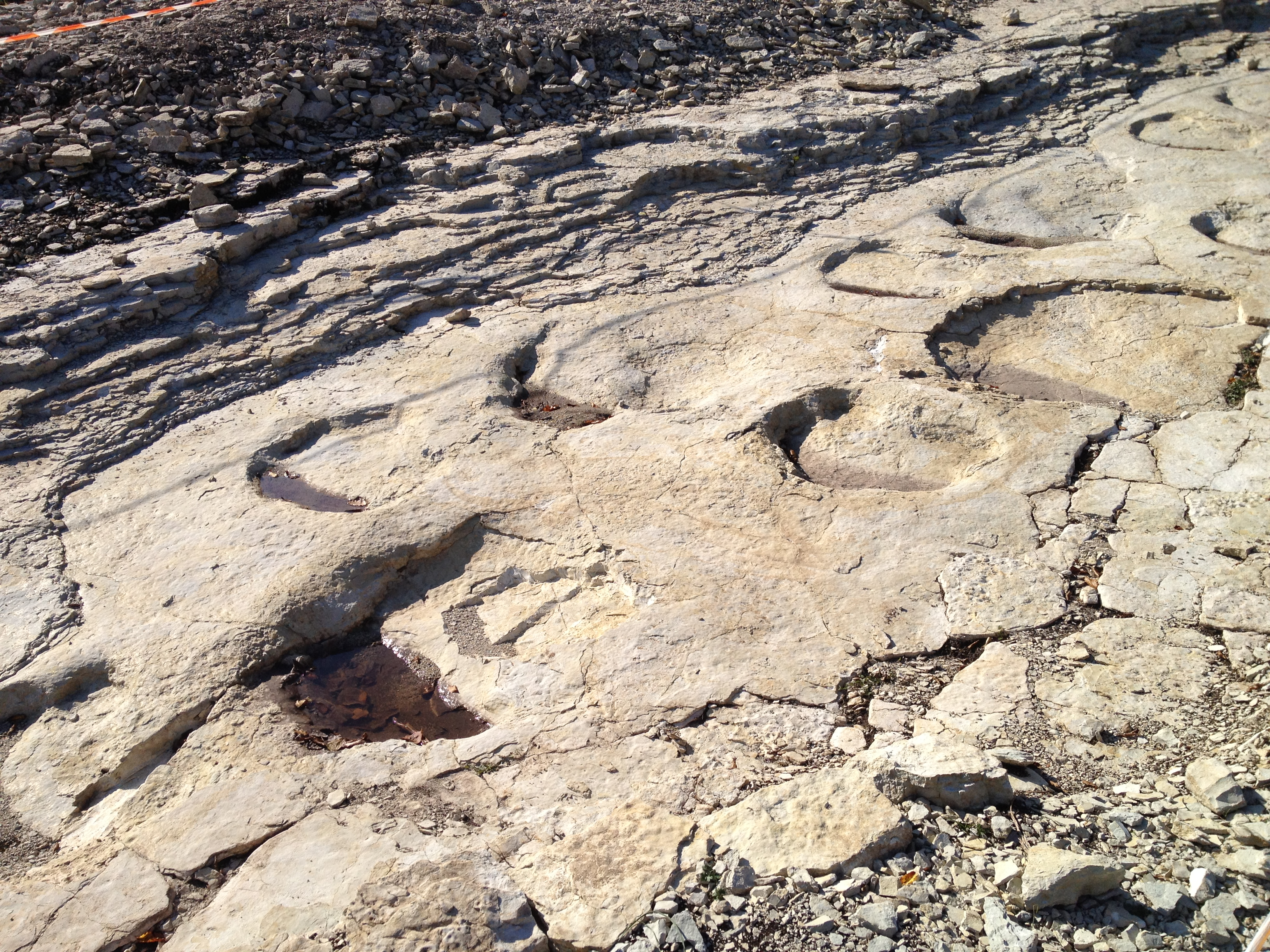